# اچ‌ام‌اس وادون (ال۴۵)
اچ‌ام‌اس وادون (ال۴۵) (به انگلیسی: HMS Whaddon (L45)) یک کشتی بود که طول آن ۸۵ متر (۲۷۸ فوت ۱۰ اینچ) بود. این کشتی در سال ۱۹۴۰ ساخته شد.